# 135e session du Comité international olympique
La 135e session du Comité international olympique est une réunion du Comité international olympique qui se tient à Lausanne, en Suisse, le 10 janvier 2020.
À cette occasion, la province du Gangwon en Corée du Sud est choisie pour l'organisation des Jeux olympiques de la jeunesse d'hiver de 2024.
Gianni Infantino, président de la FIFA, Yasuhiro Yamashita, président du Comité olympique japonais et David Haggerty, président de la Fédération internationale de tennis, sont élus membres du CIO lors de cette session,.